# شناور در ستاره‌ها
«شناور در ستاره‌ها» (به انگلیسی: Swimming in the Stars) ترانه‌ای است که توسط خواننده آمریکایی بریتنی اسپیرز ضبط شده‌است. ترانه در ابتدا برای نهمین آلبوم استودیویی‌اش، گلوری (۲۰۱۶) ضبط شد. این ترانه را ماتیو کوما، دن بوک و الکسی میسول در سال ۲۰۱۵ نوشتند وقتی کوما فاش کرد که او با اسپیرز کار می‌کرده‌است، اگرچه ترانه‌هایش هرگز به انتشار اولیه آلبوم نرسیده‌اند. این قطعه قرار است در نسخه ۲۰۲۰ لوکس وینیل گلوری ظاهر شود.
«شناور در ستاره‌ها» به عنوان بخشی از تبلیغ‌های اوربان اوت‌فیترز «۱۱/۱۱ روز مجردها» به عنوان یک تک‌آهنگ وینیل ۱۲ اینچی در ۱۱ نوامبر سال ۲۰۲۰ برای پیش سفارش در دسترس قرار گرفت. با این حال، سفارش‌های ترانه تا ۱۵ ژانویه ۲۰۲۱ ارسال نمی‌شوند. این ترانه در تاریخ ۲ دسامبر سال ۲۰۲۰، مصادف با سی و نهمین زادروز ملکه موسیقی، بریتنی اسپیرز، برای ارائه دهندگان موسیقی دیجیتال منتشر شد.

## جدول‌ها
| جدول (۲۰۲۰)                        | اوج موقعیت |
| ---------------------------------- | ---------- |
| دانلود تک‌آهنگ‌های بریتانیا (اوسی‌سی) | ۳۶         |

## تاریخچه انتشار
| منطقه | تاریخ          | قالب بندی                | ناشر   | منا.  |
| ----- | -------------- | ------------------------ | ------ | ----- |
| مختلف | ۲ دسامبر ۲۰۲۰  | دانلود دیجیتال استریمینگ | آرسی‌ای | [ ۵ ] |
| مختلف | ۱۵ ژانویه ۲۰۲۱ | ۱۲ اینچ                  | آرسی‌ای | [ ۴ ] |